# Cloverfield
Cloverfield è un monster movie del 2008, diretto da Matt Reeves e prodotto da J. J. Abrams.
La storia parla di sei ragazzi di New York in fuga dagli attacchi di un misterioso mostro gigante che sta radendo al suolo la città. È stato girato in forma di falso documentario, ovvero tramite il punto di vista di una videocamera amatoriale portata a mano che segue i protagonisti alla scoperta della catastrofe che avviene sotto i loro occhi.
Nel 2016 è stato distribuito 10 Cloverfield Lane, film prodotto anch'esso da J. J. Abrams e descritto come un "consanguineo" di Cloverfield. Il 5 febbraio 2018 è uscito il terzo capitolo della saga: The Cloverfield Paradox, distribuito contemporaneamente a livello mondiale da Netflix. Nel 2021 viene annunciato un sequel diretto del primo film.

## Trama
Il film si apre con il marchio "Proprietà del Governo degli Stati Uniti" sullo schermo, ad indicare che gli spettatori stanno osservando una memory card del video del caso "Cloverfield" (campo di trifogli), trovato in un'area precedentemente nota come "Central Park". Le riprese seguenti costituiscono il resto del film, tutte fatte tramite il punto di vista di una videocamera amatoriale portata a mano.
Il 27 aprile, alle 6:41, Rob Hawkins si alza dopo aver passato la notte con Beth, nell'appartamento del padre di lei, a Columbus Circle. Il loro progetto è di visitare Coney Island in giornata.
Il 22 maggio, Jason, fratello di Rob, e la sua ragazza Lily preparano un appartamento a Manhattan, per la festa di saluto di Rob, che ha accettato un lavoro in Giappone. Jason incarica "Hud", il miglior amico di Rob, di effettuare le riprese dei saluti durante la festa; Hud, invece, passa la maggior parte del tempo a corteggiare Marlena.
Beth arriva con un ragazzo, con sommo fastidio da parte di Rob. A peggiorare le cose ci si mette anche Hud, che ha sovrascritto il video della sua gita con Beth a Coney Island: sono questi i fotogrammi che appaiono ad intermittenza durante tutto il film. Lily racconta che Rob e Beth hanno trascorso la notte assieme, ma che dopo non l'ha più richiamata perché sarebbe partito per il Giappone. I due ragazzi hanno un'accesa discussione, brevemente filmata da Hud, in seguito alla quale Beth decide di abbandonare la festa; Jason e Hud provano a convincere Rob a cercare un legame con lei, nonostante Beth se ne sia andata via piuttosto arrabbiata.
Improvvisamente, il palazzo viene scosso dalle fondamenta, mentre un fortissimo suono animalesco risuona all'esterno. Parte della città rimane al buio e ne segue una forte esplosione. Successivamente i ragazzi escono dall'appartamento e vedono la testa della Statua della Libertà scagliata in strada di fronte a loro. Mentre avvengono ulteriori esplosioni, Hud riprende le fattezze di una gigantesca creatura che appare brevemente in fondo alla strada, riempiendo lo spazio tra due palazzi, facendo crollare il Woolworth Building. Rob, Hud, Jason e Lily incontrano Marlena, che sotto shock racconta di aver visto la creatura che "stava mangiando la gente".
I cinque tentano di abbandonare Manhattan attraverso il ponte di Brooklyn e Hud decide di continuare a registrare, cosicché si possano fare ricerche sugli eventi appena accaduti, in un secondo tempo. Rob riceve una chiamata da Beth, spaventata, che è bloccata nell'appartamento di suo padre, immobilizzata; proprio in quel momento la coda del mostro colpisce la sezione del ponte dove si trovano, uccidendo Jason e causando il collasso strutturale del ponte. I quattro fuggono, piangendo il povero Jason mentre i televisori, nelle vetrine dei negozi, mostrano i militari dell'Esercito degli Stati Uniti attaccati da artropodi della dimensione di un cane, parassiti che si staccano dal corpo dell'immensa creatura. Il gruppo decide di andare a recuperare Beth, anche se questo significa risalire metà di Manhattan.
Intrappolati tra il mostro e un attacco dei militari, gli amici si rifugiano in una stazione della metropolitana di New York. Si fanno strada attraverso le gallerie, al sicuro dalla battaglia sovrastante, ma incontrano diversi parassiti, uno dei quali morde Marlena. Il gruppo raggiunge un ospedale da campo dove Marlena, già debole e febbricitante, comincia a sanguinare copiosamente, addirittura anche dagli occhi. L'allarme cresce quando i soldati capiscono che è stata morsa e la spostano con forza dentro ad una tenda da quarantena. Il suo addome si gonfia ed esplode. Fortemente scosso, Rob convince i militari a lasciarli andare a cercare Beth. Un soldato amichevole li conduce in strada, ma li avverte del protocollo "Hammerdown" (Operazione Tabula Rasa) che, se necessario, causerà la distruzione con bombardamento a tappeto dell'intera Manhattan, per riuscire a distruggere la creatura. Gli fornisce, allo stesso tempo, l'ora e la collocazione di un sito di evacuazione.
Il gruppo si fa strada fino all'appartamento di Beth, nelle torri gemelle del Time Warner Center, dove una delle due torri è spezzata alla base e poggia sull'altra. Decidono di salire sulla torre ancora in piedi, attraversare il tetto della torre inclinata e raggiungere l'appartamento di Beth, dove la trovano viva ma stesa sul pavimento e trafitta nella spalla sinistra. Dopo averla liberata, tornano indietro e raggiungono il sito di evacuazione, dove Lily riesce a prendere un elicottero, separandosi dai suoi amici. Rob, Beth e Hud si imbarcano su un altro elicottero, proprio mentre inizia il bombardamento, che sembra aver ucciso il mostro. Mentre Hud esulta, l'elicottero viene colpito dal mostro, che riemerge incolume dalla nube di fumo prodotta dai bombardamenti. Sopravvissuti allo schianto a Central Park, odono alla radio che l'"Hammerdown" sarebbe iniziato dopo 15 minuti. Mentre gli amici scappano, Hud perde la videocamera e mentre torna a recuperarla, viene ucciso con un morso dalla creatura che lo sovrasta. Rob riesce a recuperare la videocamera.

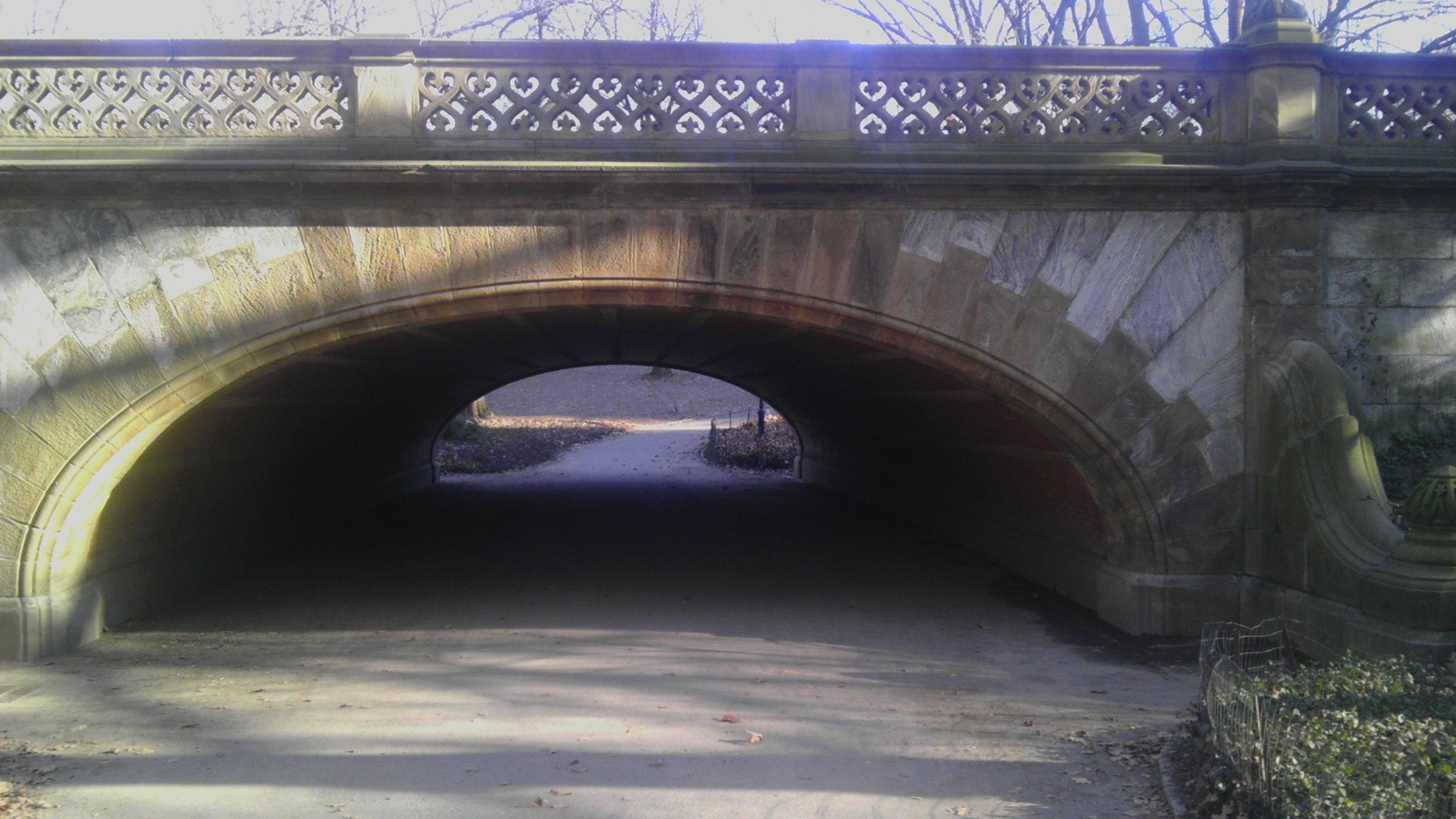
Greyshot Arch, il ponte sotto cui Rob e Beth si rifugiano dal mostro

Rob e Beth si rifugiano sotto un ponte del parco, mentre le sirene suonano spiegate. Rivolti a coloro che guardano le riprese, ricordano gli amici persi, mentre le esplosioni fanno cadere il ponte tutto intorno a loro due. Con la videocamera ricoperta di detriti, i due si confessano reciproco amore e una seconda esplosione mette fine alla registrazione. L'ultimo spezzone di video mostra Rob e Beth ripresi verso la fine della giornata a Coney Island, con un oggetto (un satellite) che precipita dal cielo nell'oceano, alla destra dell'inquadratura. Durante i titoli di coda si sente una breve trasmissione radio, in larga parte indecifrabile, le cui uniche parole intelligibili sono "Help us", ossia "Aiutateci". Ascoltando la registrazione audio al contrario, si possono riconoscere le parole "It's still alive", ossia "È ancora vivo"; ovviamente è lecito pensare che si riferisca al mostro.
In un finale alternativo presente nell'edizione DVD, invece, l'ultimo spezzone di video mostra Rob e Beth verso la fine della giornata a Coney Island mentre si dirigono verso la metropolitana. Successivamente, tra i detriti dove i due ragazzi vengono uccisi, una mano, probabilmente della persona che troverà il video e lo consegnerà al governo, ritrova un teschio, presumibilmente di uno dei due ragazzi.

## Il mostro

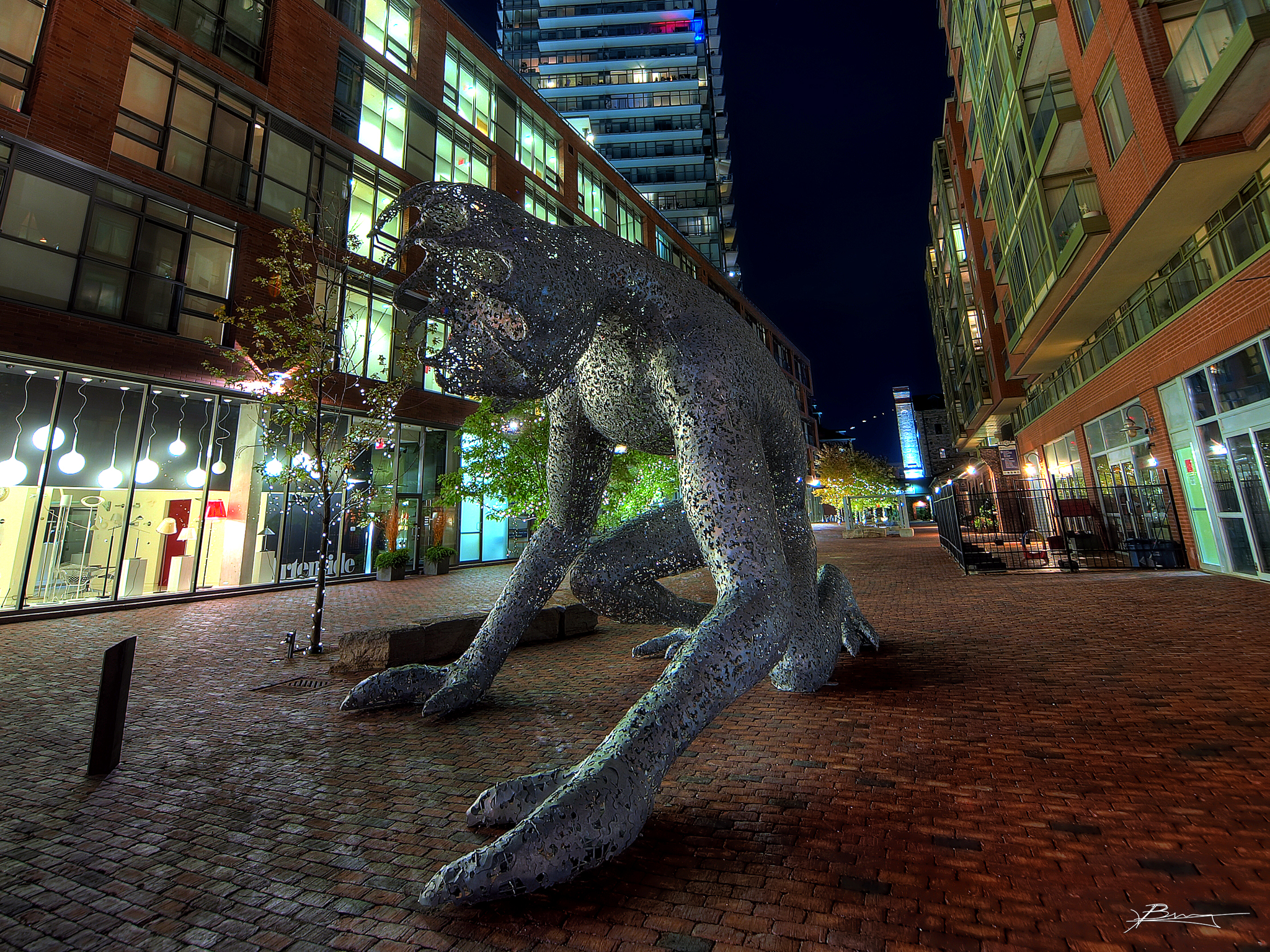
Statua simile al mostro di Cloverfield

Dopo molte speculazioni sulla vera natura dell'essere che colpisce New York, l'uscita del film ha finalmente allontanato le ipotesi che si trattasse di un robot (alcune fonti parlavano di una pellicola su Voltron), di un nuovo Godzilla o, addirittura, del Cthulhu di Howard Phillips Lovecraft. La creatura è stata progettata dalla ditta di effetti speciali Tippet Studio ed aggiunta in digitale dopo le riprese.
La creatura, a cui non risulta essere dato alcun nome particolare a parte Clover, è alta più di 100 m ed assomiglia ad un quadrupede acquatico con pelle color verde scuro che si alterna con il colore grigiastro della schiena, con degli avambracci sproporzionatamente lunghi formati come quelli degli umani ma molto più sottili rispetto al corpo, la parte anteriore del braccio è annodata al radio ed all'ulna come le zampe delle cavallette, il busto anch'esso ricorda quello di una cavalletta fino alla vita, dove sono riposte due braccia "molli" che non hanno una forma squadrata ma un po' ricurva perché quando il mostro non le utilizza si incastrano nel ventre seguendo la curvatura della coscia, il mostro si muove come un pipistrello. Ai lati della testa possiede una coppia di appendici rosse gonfiabili simili alla testa di un polpo che si azionano quando il mostro sta per sferrare un attacco, è impaurito o viene infastidito. La faccia ricorda quella di un pesce vipera. Apparentemente carnivoro, emette dei suoni simili a urla ed ululati; possiede anche una coda a forma di timone che si dirama verso la fine della stessa. Sebbene sia descritta, dagli autori, "simile ad un bimbo", la creatura resiste a parecchi attacchi da parte dei militari con svariate e potenti armi.
La creatura trasporta dei piccoli parassiti che sparge lungo il cammino. Abrams, il produttore, ha descritto i parassiti come "creature orribili e cagnesche che vagabondano per la città e si aggiungono al dilagante orrore suscitato dalla creatura". Reeves ha aggiunto che "i parassiti hanno una natura vorace, rabbiosa e saltellante, ma camminano come granchi. Posseggono la brutalità dei cani, ma con la capacità di arrampicarsi sulle pareti ed aderire agli oggetti." I produttori del film hanno usato l'espediente dei parassiti per sopperire alla ovvia mancanza di scene dirette tra i protagonisti umani e l'enorme mostro. Inoltre essi hanno la funzione narrativa di creare scene di azione e pericolo in zone non raggiungibili dal mostro, come la metropolitana.
L'artista Neville Page, rispondendo alle insinuazioni di plagio della creatura dal film sudcoreano del 2006, The Host, dice che "si assomigliano per la capacità di devastare e perché sembrano essere nati in acqua, ma alla fine risultano essere diversi. Quando ho visto alcuni schizzi realizzati, mi sono reso conto che potevano esserci similarità. Ma, credo, questo è avvenuto perché stavamo esplorando le medesime capacità biologiche."

### Genesi del mostro
Esistono due teorie sulla genesi del mostro: una suggerita dalla vasta campagna di marketing virale (ARG) del film, un'altra dagli eventi del secondo sequel della pellicola.
Nel film viene citato il marchio Tagruato, immaginaria società mineraria nipponica a cui si fa riferimento anche nei due sequel. Essa possiede una sussidiaria chiamata Slusho!, produttrice di una bevanda omonima, di cui Rob viene assunto come vice presidente; è possibile vedere alcuni invitati alla festa indossare la maglietta con questo marchio. Pur non esistendo nella realtà, la Tagruato e le sue sussidiarie possiedono siti ufficiali. Leggendo la storia della Tagruato si scopre che l'oggetto che cade in mare alla fine del film è un satellite chiamato ChimpanzIII, e che la sussidiaria Bold Futura è stata coinvolta nella sua ricerca e recupero; i loro piani hanno dovuto essere rinviati a causa degli eventi narrati nel film.
Secondo le fonti riportate, il mostro sarebbe un antico organismo anfibio dalla vita molto longeva; infatti Abrams ha confermato che esso è ancora un neonato nonostante abbia vissuto nell'oceano per migliaia di anni. La creatura è cresciuta ulteriormente dopo aver consumato grandi quantità di Seabed's Nectar ("nettare del fondale marino"), l'ingrediente segreto della Slusho!, una sostanza naturale marina simile agli steroidi che crea forte dipendenza e provoca un aumento della divisione e crescita cellulare. Ganu Yoshida, fondatore della Tagruato, sostiene che quella bevanda trasformava un piccolo pesce in una enorme balena, e tra i vari slogan pubblicitari presenti nel sito è possibile trovare riferimenti ad una presunta "trasformazione" ottenuta da chi consuma tale bevanda.
Caduto successivamente in uno stato di ibernazione, il mostro è stato scoperto per la prima volta da uno dei biologi marini della Tagruato, Kazui Ichigawa, che registrò la scoperta nel suo laptop. Questo è stato rivelato sul sito di T.I.D.O. WAVE, immaginario gruppo ambientalista che si oppone alla Tagruato. Secondo lo stesso sito, la Tagruato apparentemente rubò i file di Ichigawa e uccise lui e la sua famiglia, inscenando l'assassinio come un incidente causato da un'esplosione per una fuga di gas nella loro roulotte. La società usò le informazioni registrate per localizzare il mostro, e costruirono la stazione Chuai sopra di esso, sostenendo falsamente di star estraendo petrolio. I loro lavori disturbarono e risvegliarono la creatura, che in un impeto di rabbia e paura distrusse la stazione e procedette verso Manhattan. Sul sito della Tagruato è stato inoltre pubblicato un comunicato stampa che annunciava la distruzione di tale piattaforma, e in contemporanea furono diffusi su Internet dei falsi telegiornali (compreso uno in versione italiana) che davano tale notizia. La Tagruato accusò come responsabile dell'esplosione la T.I.D.O Wave, la quale aveva scoperto, grazie a una fonte interna alla società, che non ci fosse alcun giacimento di petrolio in quella zona, e che la compagnia stesse quindi nascondendo qualcosa.
Tuttavia, gli eventi del terzo capitolo della serie, The Cloverfield Paradox, suggeriscono che il mostro potrebbe aver avuto origine da un'altra dimensione, e che una o più uova potrebbero essere state trasportate nella dimensione del primo film, dove è stato poi risvegliato. In tale film infatti il personaggio Mark Stambler ipotizza che l'uso dell'acceleratore di particelle Shepard possa causare il "paradosso di Cloverfield", ovvero l’apertura di portali che consentirebbero a creature di universi paralleli di raggiungere la Terra.

## Marketing virale
Come già accaduto per Lost, il film ha una sua prosecuzione che va oltre la durata della pellicola. Esistono vari siti internet dedicati, che trattano gli eventi descritti nel film come se fossero realmente accaduti, grazie ai quali è possibile ottenere informazioni sulla genesi del mostro. Il sito ufficiale del film www.1-18-08.com (che aveva lo stesso nome con cui il film era stato presentato prima di rivelarne il vero nome) presentava una serie di foto che sarebbero state scattate durante tale data. Le foto potevano essere rovesciate cliccando su un angolo e con un veloce movimento del mouse; rivelando delle informazioni. Lasciando aperto il sito per 6 minuti, era possibile sentire il ruggito del mostro. I personaggi del film risultano iscritti alla piattaforma Myspace, il cui ultimo login risale al 18 gennaio 2008, ovvero la data di uscita del film. Esistono anche i siti ufficiali della Tagruato, immaginaria società mineraria nipponica citata nel film, e della sua sussidiaria Slusho!, di cui Rob viene assunto come vice presidente. Leggendo la storia della Tagruato si scopre che l'oggetto che cade in mare alla fine del film è un satellite chiamato ChimpanzIII, e che la società Bold Futura, sussidiaria della Tagruato, era stata coinvolta nella sua ricerca e recupero; J.J. Abrams ha affermato che la scena con il satellite è stata inclusa nel film come easter egg per coloro che avevano seguito la campagna di marketing virale.

## Derivazioni
In virtù del successo al botteghino americano, la ditta Hasbro ha iniziato ad accettare ordini per un modellino articolato del mostro e dei suoi parassiti, che è stato distribuito a partire dal 30 settembre 2008.
Una serie manga di quattro puntate, intitolata Cloverfield/Kishin (クローバーフィールド／ＫＩＳＨＩＮ?, Kurōbāfīrudo/KISHIN), è stata disegnata da Yoshiki Togawa e pubblicata dalla giapponese Kadokawa Shoten. La storia, antefatto del film, racconta di uno studente liceale giapponese, di nome Kishin Aiba, intrappolato nella nave cargo della ditta Tagruato.

## Accoglienza

### Incassi
Il budget della pellicola fu di 25 milioni di dollari, mentre il guadagno al botteghino mondiale è stato di 172 394 180 dollari.

### Critica
Il film è stato accolto positivamente dalla critica. Il sito aggregatore di recensioni Rotten Tomatoes riporta che il 79% delle 214 recensioni professionali ha dato un giudizio positivo sul film, con un voto medio di 6,9 su 10. Il consenso critico del sito recita: "Una sorta di Blair Witch Project incrociato con Godzilla, Cloverfield è economicamente stimolato, stilisticamente intelligente e pieno di momenti paurosi." Su Metacritic il film detiene un punteggio di 64 su 100, basato sul parere di 37 critici, indicando "recensioni generalmente favorevoli".

## Riconoscimenti
- Saturn Award 2008
  - Miglior film di fantascienza

## DVD
L'edizione home video uscì nel 2008 e contiene:
- Lingue in Italiano e in Inglese
- Sottotitoli in Italiano e Inglese
- 16 scene
- Commento del regista Matt Reeves sottotitolato in Italiano e in Inglese
- Le riprese di Cloverfield
- Gli effetti visivi di Cloverfield
- L'ho visto! È vivo ed è enorme!
- Cloverfun (le papere del film)
- Scene eliminate Congratulazioni, Rob; Quando sei in Giappone; Io lo chiamo un appuntamento; Farà male. Le scene eliminate possono essere visionate con il commento del regista Matt Reeves sottotitolato in Italiano e in Inglese
- 2 finali alternativi che possono essere visionati con il commento del regista Matt Reeves sottotitolato in Italiano e in Inglese
- Il video diario dell'attore T.J. Miller (non sottotitolato)

## Sequel
Nel gennaio 2016 è stato pubblicato il trailer di 10 Cloverfield Lane, definito da J. J. Abrams come un "consanguineo" di Cloverfield; il film è stato distribuito l'11 marzo 2016.
Il 5 febbraio 2018 è uscito il terzo capitolo della saga: The Cloverfield Paradox, distribuito a livello mondiale da Netflix.
Nel gennaio 2021, viene annunciato un sequel diretto del primo film, prodotto da Abrams e scritto da Joe Barton.